# جوزف میکل
جوزف میکل (انگلیسی: Josef Mikl; ۸ اوت ۱۹۲۹ – ۲۹ مارس ۲۰۰۸) نقاش، استاد دانشگاه، و طراح اهل اتریش بود.